# Onofre Pratdesaba
Onofre Pratdesaba (Vic, 1733-Roma, 1810) fue un jesuita y escritor español. 
Enseñó filosofía en Barcelona y teología en Gerona. Fue expulsado por Carlos III de España y, como otros, siguió cultivando las letras y las ciencias en Italia. 
Vivió más de treinta años en Ferrara.

## Obra
- Imago optimi Episcopi, sive de vita et virtutivus V. Raymundi Marimonii Vicensis in Ausetanis Episcopi (Ferrara, 1785)
- Borsi Aretini primi Ferrariensis Ducis Prosopopaeia (Ferrara, 1785).
- De causis nullius fructus reportati in promovendo probabiliorismo vocibus, scriptis pluribus Torquati Firmiani ad Lelium Flaminium Dissertatio Epistolaris (Venecia, 1786).
- Vicennalia Sacra Aragoniensia, sive de viris aragoniensibus religione illustribus hisce viginti annis gloriosa morte functis (Ferrara, 1787)
- Vicennalia Sacra Peruviana, sive de viris peruvianis hisce viginti annis gloriosa morte functis (Ferrara, 1788)
- Pelajus (Ferrara, 1789).
- Ramirus (Ferrara, 1789)
- Ferdinandus (Ferrara, 1792).
- Saggio della vita, delle virtú e di prodigi del Padre Giovanni di Santiago, della Compagnia di Gesù (Parma, 1798).
- Operum scriptorum aragoniensum elim e Societate Jesu in Italiam deportatorum Index (Roma, 1803).